# Willem Dirk Haitsma Mulier
Willem Dirk Haitsma Mulier (Bolsward, 28 augustus 1852 – Haarlem, 27 januari 1912) was een Nederlands militair en burgemeester.

## Leven en werk
Haitsma Mulier, lid van de familie Mulier, was een zoon van mr. Johannes Haitsma Mulier (1811-1859), advocaat en burgemeester in Bolsward, en Maria Louisa Ypeij (1816-1898). Hij trouwde met Wilhelmina Christina barones van Sytzama (1857-1931), lid van het geslacht Van Sytzama en een dochter van Douwe Jan Vincent van Sytzama. 
Haitsma Mulier had tot 1881 een carrière bij de Koninklijke Landmacht (cavalerie), waar hij het tot eerste luitenant tit. bracht. In 1884 werd hij benoemd tot burgemeester van Spaarndam. Hij kreeg toestemming om zich in Haarlem te vestigen. Van 1896 tot 1904 was hij ook burgemeester van de aangrenzende gemeente Schoten.
Hij overleed in 1912, op 59-jarige leeftijd. 